# Trichoferus magnanii
Trichoferus magnanii es una especie de coleóptero polífago de la familia de los cerambícidos. Es endémica de la España peninsular.

## Características
Los adultos tienen una longitud de unos 15 mm. Son de color castaño rojizo, y están cubiertos de una vellosidad blanquecina. Las antenas llegan a alcanzar 2/3 de la longitud corporal.

## Biología
Las larvas se desarrollan en jaras del género Cistus. Los adultos se pueden encontrar entre junio y agosto con un ciclo vital que dura entre 2 y 3 años.